# Tadeusz Kuntze

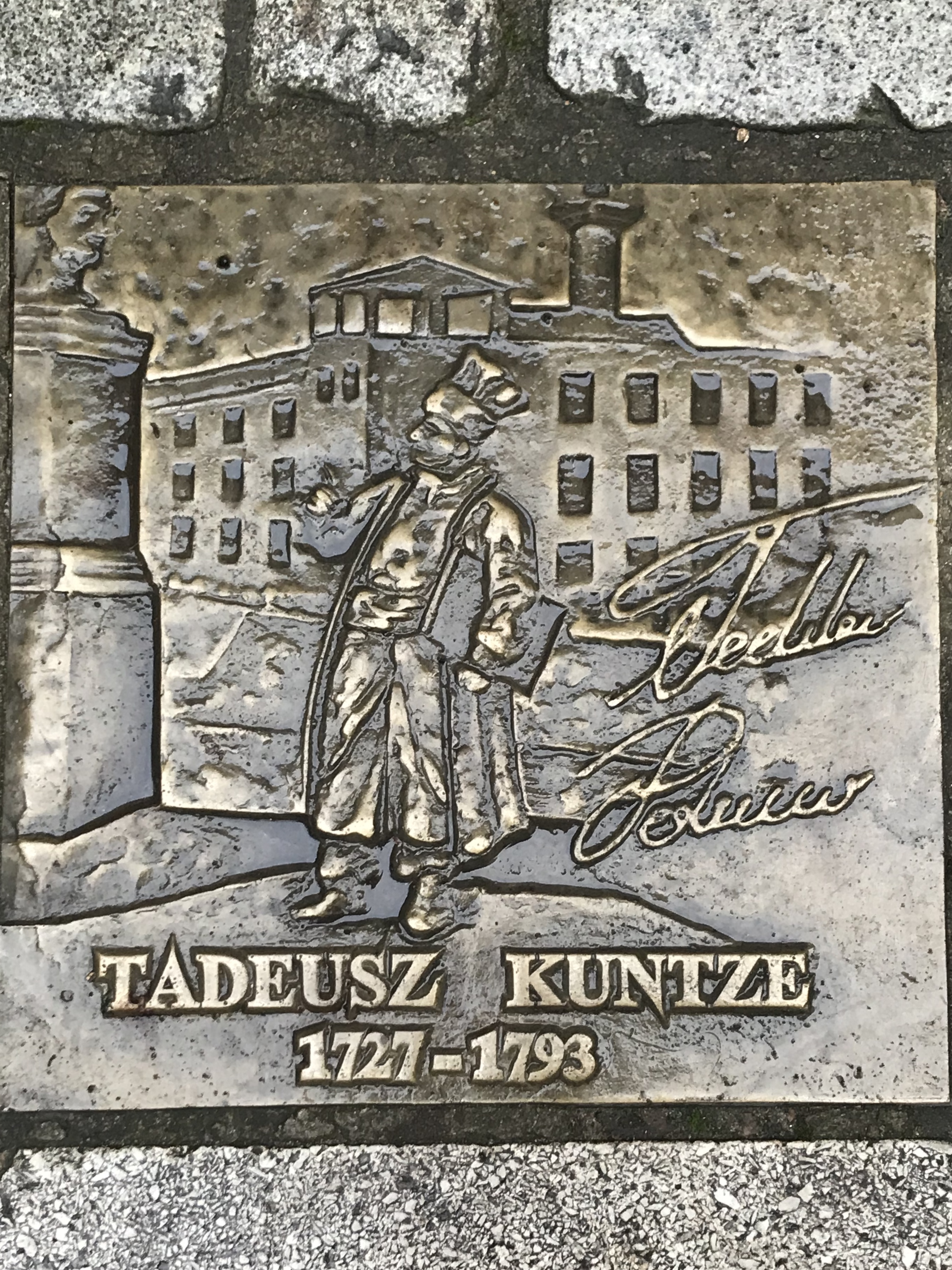
Płyta pamiątkowa Tadeusza Kuntze przy Muzeum Ziemi Lubuskiej w Zielonej Górze

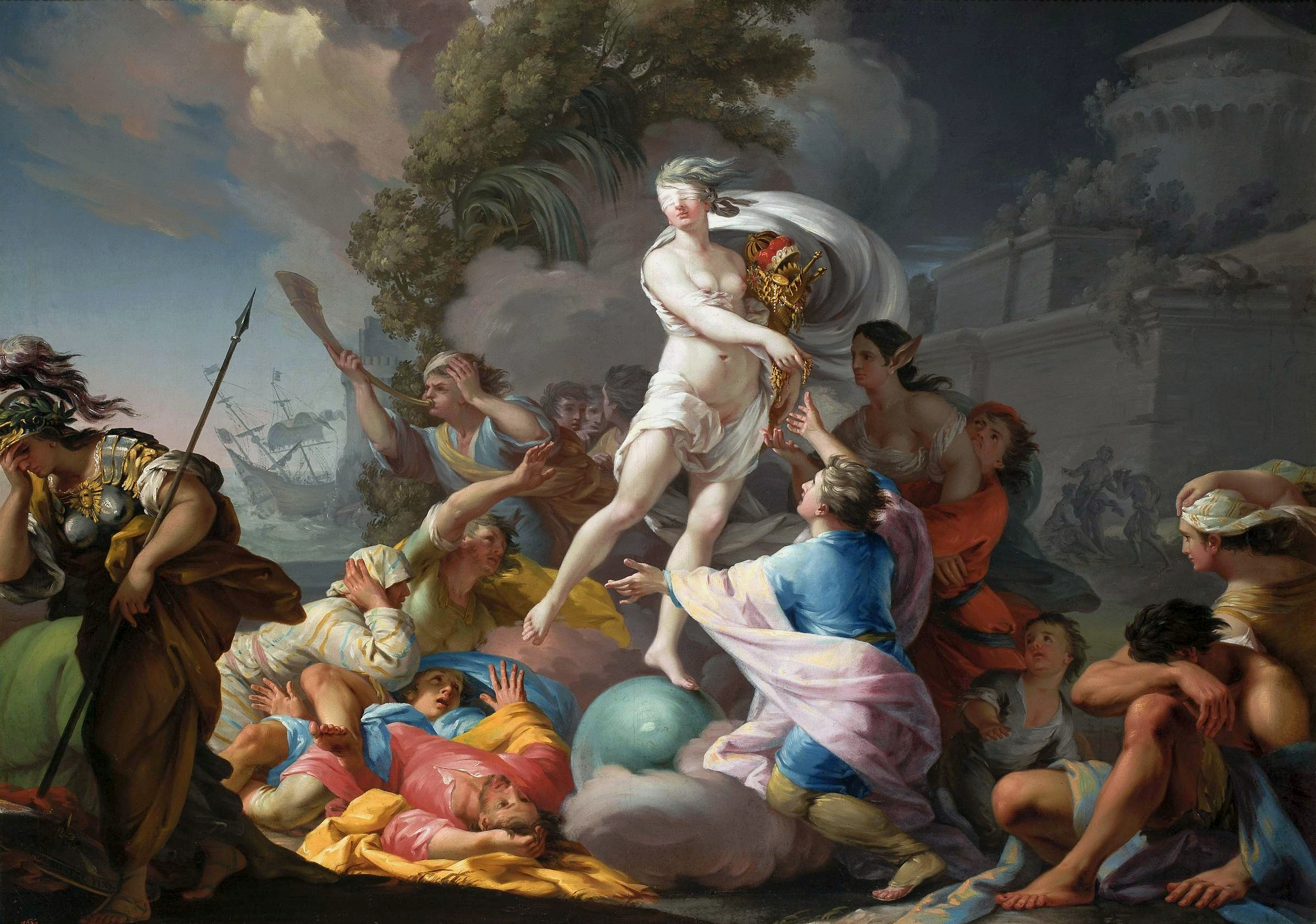
T. Kuntze, Fortuna 1754, Muzeum Narodowe w Warszawie

Tadeusz Kuntze, także Tadeusz Konicz, Taddeo Pollacco (ur. 20 kwietnia 1727 w Zielonej Górze, zm. 8 maja 1793 w Rzymie) – polski malarz.
Jeden z sześciorga dzieci Gotfryda Kuntzego i Anny Marii Sambler.
Jeden z najwybitniejszych polskich malarzy XVIII wieku. Był nadwornym artystą biskupa Stanisława Załuskiego, studiował w Krakowie i Rzymie. Większość swojego życia spędził we Włoszech, gdzie identyfikowano go z krajem rodzinnym nazywając Taddeo Pollacco. Pierwszym i najpopularniejszym wątkiem jego twórczości było malarstwo religijne. Obrazy i freski Kuntzego wypełniają liczne ołtarze, zdobią ściany i sklepienia świątyń Krakowa, Kocka, Warszawy (m.in. obraz Nawiedzenia w wielkim ołtarzu kościoła Wizytek), Wojnicza i Rzymu.
W 2012 roku do Polski sprowadzono odnaleziony w prywatnych zbiorach włoskich obraz Śmierć Priama, przedstawiający scenę napadu i zabicia króla Troi Priama. Śmierć Priama nabył Zamek Królewski na Wawelu – Państwowe Zbiory Sztuki, przy wsparciu Ministerstwa Kultury i Dziedzictwa Narodowego.
Galeria poświęcona artyście znajduje się w Muzeum Ziemi Lubuskiej w Zielonej Górze (wystawa stała).

## Literatura
- Dolański Dariusz, Tadeusz Kuntze - malarz rodem z Zielonej Góry (1733-1793), Zielona Góra: Wydawnictwo Wyższej Szkoły Pedagogicznej im. Tadeusza Kotarbińskiego w Zielonej Górze 1993, ISBN 83-85693-34-3.
- "Inediti di Taddeo Kuntz, Scrini di storia dell'arte in onore di Federico Zeri", Milano 1984, t.II, s. 866-879.
- Koniusz Janusz, Taddeo Polacco z Zielonej Góry, Zielona Góra: Wyd. Lubuskie Towarzystwo Kultury 1960.
- Prószyńska Z., "Twórczość Tadeusza Kuntzego w Rzymie", w: (red. M. Morka, P. Paszkiewicz) Między Polską a światem, I, Warszawa 1993, s. 42-56.
- Schleier E., "L'ultimo pittore del rococo a'Roma. Opere sconosciute di Thaddäus Kuntz, Arte Illustrata", III, 1970, nr 27-29, s. 92-109.
- Słownik Artystów Polskich i obcych w Polsce działających, Wrocław. Warszawa. Kraków. Gdańsk. Łódź, 1986, s. 366-74 (Z. Prószyńska).
- "Taddeo Kuntz decoratore del Palazzo Rinuccini a'Roma", Antichita Viva, XX, 1981, nr 5, s. 23-29.
- "Una decorazione poco nota di Taddeo Kuntz in una chiesa romana, Arte Cristiana", LXXVI, 1988, nr 7-8, s. 303-308.
- Wnuk M., W sprawie daty urodzenia Tadeusza Kuntzego, Biuletyn Historii Sztuki, LXII, 2000, nr 3-4, s. 631.